# Кавендиш, Уильям, 1-й герцог Ньюкасл-апон-Тайн
Уильям Кавендиш (англ. William Cavendish; 6 декабря 1592 — 25 декабря 1676) — 1-й герцог Ньюкасл-апон-Тайн, английский энциклопедист и аристократ, поэт, наездник, драматург, фехтовальщик, политик, архитектор, дипломат и военный. Родился в знатной семье Кавендиш в Хэндсворте, графство Йоркшир. Семья Уильяма была в хороших отношениях с правящей династией Стюартов, поэтому Кавендиш скоро стал известен, в основном после посвящение в рыцари Бани (не следует путать с орденом, который был учреждён в 1725 году) и после унаследования владений в северной Англии.
Он стал маркизом Ньюкаслским и ему было доверено обучение королевского наследника, в будущем — Карла II Английского. Кавендиш был верным роялистом, он финансировал короля во время епископских войн, а во время Гражданской войны был назначен генералом для сражений в Северной Англии против круглоголовых. После поражения при Марстон-Мур Кавендиш отправился в добровольное изгнание, и вернулся в Англию только после Реставрации, когда и получил титул герцога.

## Семья и ранние годы
Потомок знатного рода Кавендиш, Уильям родился в Хендсворте, Йоркшир. Он был сыном сэра Чарльза Кавендиша и Кэтрин Огл. По отцовской линии его предками были Элизабет Талбот и придворный Уильям Кавендиш (1505—1557). Вскоре после Уильяма родился его брат Чарльз — уже точно неизвестно, когда именно. Братья имели близкие отношения всю свою жизнь. Семья жила в аббатстве Уэлбек.

### Наследование владений Кавендиш
Он был старшим из выживших сыновей Сэра Чарльза Кавендиша и его жены Кэтрин, дочери 7-го барона Огл, и внуком сэра Уильяма Кавендиша и Элизабет Талбот. (Имя обычно произносится «Candish».) Он учился в Колледже Св. Джона в Кембридже. Когда принц Генри стал принцем Уэльским в 1610 году, Кавендиш был посвящён в рыцари ордена Бани. Позже он путешествовал с сэром Генри Уоттоном, послом при герцоге Савойском, а после возвращения женился на Элизабет (1602?-1643), дочери Уильяма Бассета из Стаффордшира, вдове Генри Говарда, третьего сына 1-го графа Саффолка. Ему крупно повезло несколько раз принимать короля Якова I и Карла I в своём поместье в Уэлбеке и Болсовере.

## Пожалованные титулы
3 ноября 1620 года Кавендиш стал виконтом Мэнсфилд, а 7 марта 1628 года стал графом Ньюкасл-апон-Тайн. В 1629 году он унаследовал от матери баронство Огл с годовым доходом 3 000 фунтов. В 1638 году он стал управляющим при Карле, принце Уэльском, а в 1639 года — тайным советником. Во время епископских войн (1639—1640) он помогал королю Карлу I ссудой в 10 000 фунтов и отрядом в 120 дворян.

## Гражданская война
В 1641 году Кавендиш присоединился к военному заговору и на время удалился от двора. 11 января 1642 года король отправил его захватить город Гулль, но город не впустил его. Когда король начал войну против парламента, герцог получил в управление четыре северные графства и право посвящения в рыцари. Он набрал отряды за свой счёт и через Ньюкасл вступил в контакт с Генриеттой-Марией Французской, переправляя к королю его иностранных сторонников. В ноябре 1642 года он вторгся в Йоркшир и снял осады с Йорка, заставив лорда Ферфакса отступить. 7 декабря 1642 года Кавендиш разбил армию Ферфакса у Тэдкастера.
Позже его планы были нарушены Ферфаксом, который отбил Лидс в январе 1643 года, в результате чего Кавендиш вернулся в Йорк. Когда королева вернулась в Англию, он сопровождал её до Йорка. Позже он захватил Уэйкфилд, Ротерхэм и Шеффилд. В июне он снова пошёл в наступление, разбил Ферфакса при Адуолтон-Муре 30 июня и занял весь Йоркшир, кроме Гуля и замка Урессел.
Теперь он должен был помочь королю против лорда Эссекса, но вместо этого продолжил боевые действия на севере, вторгся в Линкольншир, захватил Гэинсборо и Линкольн. Оттуда он вернулся, чтобы снять осаду с Гулля, в результате его люди, оставшиеся в Линкольншире, были разбиты Кромвелем при Уинсби 11 октября 1643 года. В итоге было потеряно всё графство. 27 октября 1643 года он был сделан маркизом Ньюкасл.
На следующий год ему пришлось столкнуться с вторжением шотландцев. Он отступил в Йорк, где его окружили три армии шотландцев, армия Ферфакса и лорда Манчестерского. 1 июля 1644 года принц Руперт Пфальцский снял осаду, но на следующий день роялисты были разбиты в сражении при Марстон-Мур.

## Труды
- Méthode et invention nouvelle de dresser les chevaux (1658)
- A New Method and Extraordinary Invention to Dress Horses and Work them according to Nature… (1667)

Пьесы
- The Country Captain или Captain Underwit (издана в 1649)
- The Varietie (издана в 1649)
- The Humorous Lovers (премьера в 1667, издана в 1677)
- The Triumphant Widow (премьера в 1674, издана в 1677)